# Blaymont
Blaymont is een gemeente in het Franse departement Lot-et-Garonne (regio Nouvelle-Aquitaine) en telt 213 inwoners (2004). De plaats maakt deel uit van het arrondissement Agen.

## Geografie
De oppervlakte van Blaymont bedraagt 13,6 km², de bevolkingsdichtheid is 15,7 inwoners per km².
De onderstaande kaart toont de ligging van Blaymont met de belangrijkste infrastructuur en aangrenzende gemeenten.

## Demografie
Onderstaande figuur toont het verloop van het inwonertal (bron: INSEE-tellingen).